# Diocèse de Chiclayo
Le diocèse de Chiclayo (en latin : Dioecesis Chiclayensis ; en espagnol : Diócesis de Chiclayo) est un diocèse de l'Église catholique du Pérou suffragant de l'archidiocèse de Piura.

## Territoire

Localisation du diocèse.

Le diocèse comprend le département de Lambayeque et la province de Santa Cruz dans le département de Cajamarca. Les autres provinces du département de Cajamarca sont gérées par le vicariat apostolique de Jaén au Pérou ou San Francisco Javier, la prélature territoriale de Chota et le diocèse de Cajamarca.
Il possède un territoire d'une superficie de 15 649 km2, divisé en 50 paroisses, servies en 2023 par 107 prêtres (90 diocésains et 17 religieux). Le siège épiscopal est à Chiclayo où se trouve la Cathédrale Sainte-Marie.

## Histoire
Le diocèse est érigé le 17 décembre 1956 par la constitution apostolique Sicut mater familias du pape Pie XII recevant son territoire de l'archidiocèse de Trujillo et du diocèse de Cajamarca. Il est nommé suffragant de l'archidiocèse de Trujillo.
Le 7 avril 1963, il cède une portion de territoire pour la nouvelle prélature territoriale de Chota. Le 30 juin 1966, il intègre la province ecclésiastique de l'archidiocèse de Piura.

## Évêques
- Daniel Figueroa Villón (es) (17 décembre 1956 - 30 janvier 1967)
- Ignacio María de Orbegozo y Goicoechea (es) (26 avril 1968 - 4 mai 1998)
- Jesús Moliné Labarte (4 mai 1998 - 3 novembre 2014)
- Robert Francis Prevost, O.S.A (26 septembre 2015 - 30 janvier 2023), précédemment administrateur apostolique, nommé préfet du dicastère pour les évêques et président de la commission pontificale pour l'Amérique latine et actuel pape.
- Edinson Edgardo Farfán Córdova, O.S.A (depuis le 14 février 2024)

### Article lié
- Liste des juridictions catholiques d'Amérique